# Rhein-Weser-Germanen

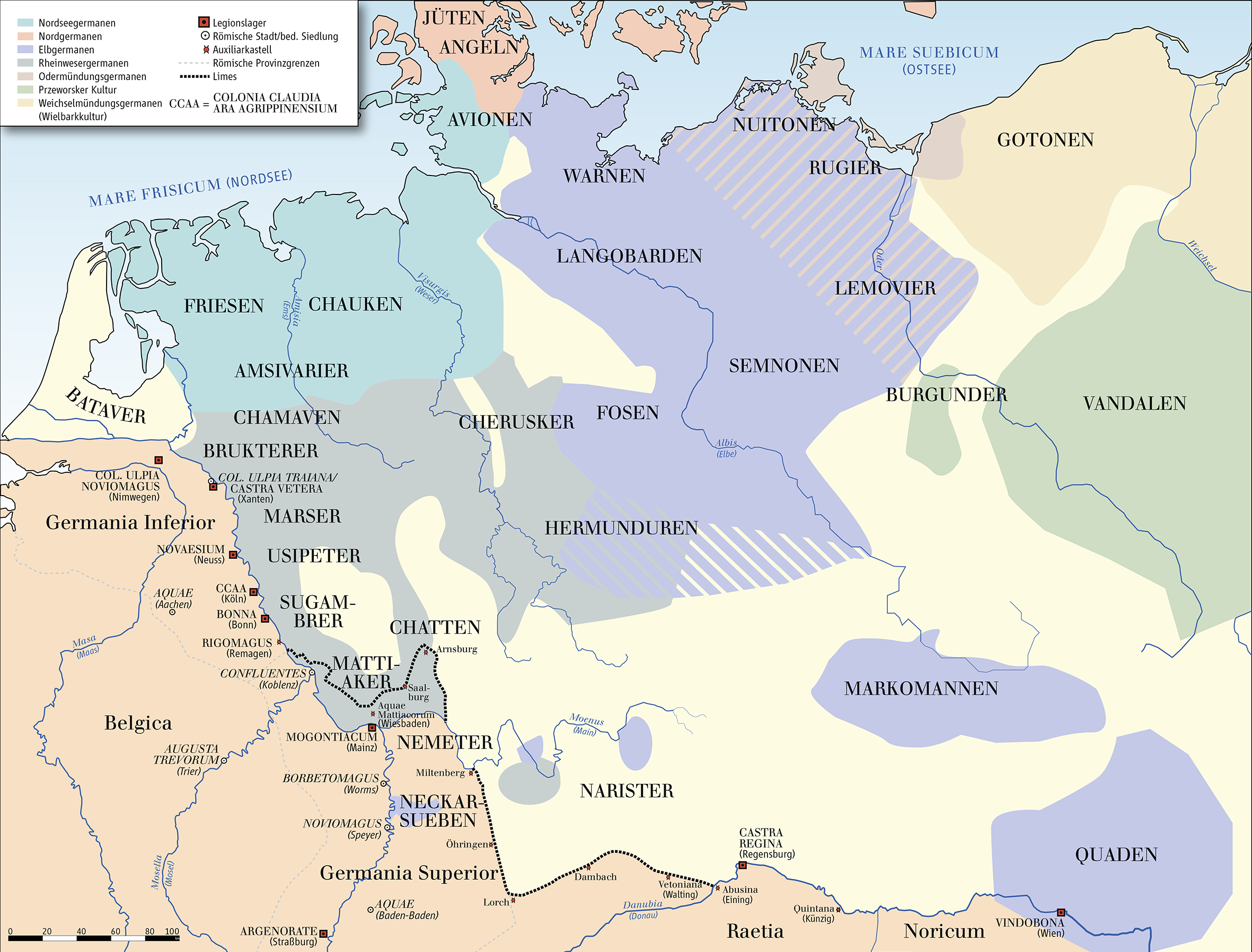
Moderne Einteilung germanischer archäologischer Funde, 50 n. Chr.

Als Rhein-Weser-Germanen (oder Weser-Rhein-Germanen) bezeichnet man nach archäologischen Funden germanische Stämme, deren Siedlungsgebiet sich in der römischen Kaiserzeit zwischen den Flüssen Weser und dem mittleren Rhein erstreckte, wobei es später im Zuge der Völkerwanderung zu einer Migration in Richtung Südwesten gegen die römische Rheingrenze kam. Dieser relativ junge Begriff basiert auf archäologischen Funden aus dem 1. bis 4. Jahrhundert n. Chr., die sich grob in fünf, bzw. sechs als germanisch identifizierte Gruppen unterteilen lassen. Aus dem Abgleich archäologischer Funde mit antiken römischen Schriften zählt man zu den Rhein-Weser-Germanen vor allem die Cherusker und Chatten sowie eine Reihe von kleineren Stämmen, die von römischen Quellen genannt und in diesem Raum verortet werden, etwa Usipeter, Tenkterer, Sugambrer, Brukterer, Chattuarier, Chamaver und Ampsivarier. Damit stellen die Rhein-Weser-Germanen jene Gruppe dar, aus der später die Franken entstanden. In Bezug auf die römischen Schriftsteller Plinius der Ältere und Tacitus setzt man die Fundgruppe der Rhein-Weser-Germanen auch mit den Istwäonen (Istväonen) gleich.
Die den Rhein-Weser-Germanen zugeordneten Funde zeichnen sich allerdings durch eine größere Heterogenität aus, als sie bei den anderen germanischen Fundgruppen zu finden ist. Vorherrschende Bestattungsform ist das Brandgrab. Auffallend ist jedoch, dass entgegen etwa den benachbarten Elbgermanen keine reich ausgestatteten Fürstengräber oder Waffen als Grabbeigabe zu finden sind. Es wurde in der Wissenschaft darüber spekuliert, ob es stattdessen zu einer „immateriellen“ Grabbeigabe von Waffen kam. Damit ist gemeint, dass metallische Waffen mit auf den Scheiterhaufen, etwa eines Kriegers, gelegt wurden, in den Brandplätzen jedoch nur die Asche des Toten beerdigt wurde. Dies ist aber eine umstrittene These. Waffen als Grabbeigabe tauchen jedenfalls zuerst im nördlichen Gallien, d. h. auf der römischen Seite des Rheines, in Gräbern mit Körperbestattung auf und finden sich rechts des Rheines erst in der Zeit der Merowinger.
Der Begriff der „Rhein-Weser-Germanen“ geht auf eine Arbeit des Germanisten und Sprachwissenschaftlers Friedrich Maurer aus dem Jahr 1942 bzw. 1952 zurück. Er setzte die fünf archäologischen Fundgruppen mit fünf germanischen Sprach- bzw. Dialekträumen gleich. Damit wollte er die zuvor verbreitete sprachliche Dreiteilung in Nordgermanen, Ostgermanen und Westgermanen auflösen. Vor allem die Gruppe der westgermanischen Sprachen wollte Maurer dekonstruieren und teilte sie in Nordseegermanen (Friesen, Chauken, Sachsen), Elbgermanen (Alemannen, Bajuwaren, Langobarden) und Rhein-Weser-Germanen (Franken und Hessen, vielleicht auch Thüringer) ein. Diese Gleichsetzung von archäologischen Fundgruppen und linguistischen Gruppen ist jedoch bis heute umstritten, weshalb der Begriff von vielen Wissenschaftlern nur als archäologischer Terminus akzeptiert wird und nicht als linguistischer.